# 324 a. C.
El año 324 a. C. fue un año del calendario romano prejuliano. En el Imperio romano se conocía como el Año de la Dictadura de Cursor  (o menos frecuentemente, año 430 Ab urbe condita).

## Acontecimientos
- Alejandro de Macedonia ordena que 10.000 macedonios contraigan matrimonio con muchachas de la aristocracia persa. Él mismo se casa con Barsine, hija de Darío III.[1]
- Alejandro Magno toma a Parisátide como esposa en Susa.
- Los griegos fundan la colonia de Akra Leuka, futura ciudad de Alicante, en el sureste español.
- Muerte de Hefestión

## Nacimientos
- Antíoco I Sóter, hijo de Seleuco I Nicátor y futuro rey seléucida

## Fallecimientos
- Otoño: Hefestión, general macedonio, soldado, aristócrata y compañero de Alejandro Magno (n. 356 a. C.)